# Imiona arabskie

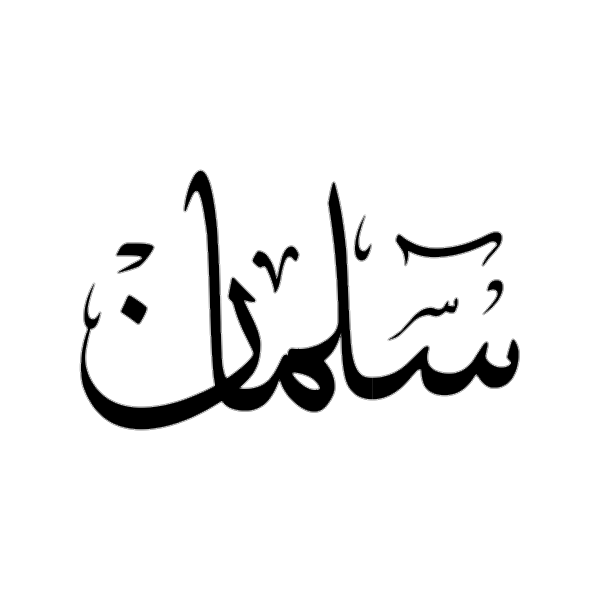
Arabski zapis imienia Salman

Imiona arabskie – imiona wywodzące się z kręgu kultury arabskiej. Wiele z nich jest wspólnych ogólnie rozumianej kulturze i tradycji semickiej.
Język arabski, w którym napisany został Koran, święta księga dla większości żyjących dzisiaj Arabów, zna różne warianty pochodzących ze świata semickiego imion, np. imion biblijnych. Język arabski bogaty jest w różnego rodzaju formy czasownika, które niejednokrotnie nadawane są jako imiona.
Poza ism, czyli głównym członem imienia, w języku arabskim występuje także nazwisko patronimiczne, a więc nasab. Historycznie imiona mogły się składać także z przydomków, nazw klanów, a także wskazań miejsc z którymi związana była dana osoba.

## Popularność imion
Imię Muhammad (z uwzględnieniem jego wariantów) bywa uznawane za najpopularniejsze na świecie.